# ゆずchu♥
『ゆずchu♥』（ゆずちゅ）は、天津冴による日本の漫画作品。『ヤングエース』（角川書店）Vol.1（2009年7月発売号）からVol.8（2010年2月発売号）まで連載された。

## 登場人物

### 主要登場人物
八雲 圭（やくも けい）
主人公の男子高校生。名門「出流木（いずるき）家」の血を引く。
久賀 柚由（くが ゆずゆ）

紀梨 雫（きり しずく）

### 敵対勢力
久賀 球由（くが たまゆ）
柚由の妹。

## コミックス
角川書店（コミックエース）、全1巻
1. 2010年（平成22年）7月 ISBN 978-4-04-715476-6